# インゴルフ・ダール
インゴルフ・ダール（Ingolf Dahl、1912年6月9日 - 1970年8月6日）は、ドイツ出身のアメリカ合衆国の作曲家。

## 略歴
ハンブルクでドイツ人の父親とスウェーデン人の母親の間に生まれる。本名はヴァルター・インゴルフ・マルクス（Walter Ingolf Marcus）。1930年から1932年までケルン音楽大学でフィリップ・ヤルナッハとヘルマン・アーベントロートに学んだが、1933年にナチス政権が誕生すると、祖先にユダヤ人がいたため不安を抱いてスイスに逃れ、チューリッヒ大学でフォルクマール・アンドレーエに師事した。その後、チューリッヒ歌劇場で働き、アルバン・ベルクの『ルル』とパウル・ヒンデミットの『画家マティス』の初演に際しては合唱指導を行った。
しかしスイスではユダヤ人難民の風当たりが強くなったため、1939年にアメリカ合衆国へ渡った。アメリカではミドルネームと母の旧姓をとって、インゴルフ・ダールと名乗り、スウェーデン人と主張してユダヤ系であることを否定した。1943年に合衆国市民権を取得し、1945年に南カリフォルニア大学の教員となり、作曲と音楽史を担当した。その間、ロサンゼルスのエルンスト・クルシェネク、ダリウス・ミヨー、アルノルト・シェーンベルク、イーゴリ・ストラヴィンスキー、エルンスト・トッホらの亡命音楽家のコミュニティに参加し、シェーンベルクの『月に憑かれたピエロ』を英訳したり、ストラヴィンスキーの著書『音楽の詩学』を英訳したりしている。さらに映画音楽の作編曲や指揮も行った。
また1945年から1958年まで南カリフォルニア大学交響楽団を指導し、従来のレパートリーに加え、アーロン・コープランド、ルーカス・フォス、チャールズ・アイヴズ、ウォルター・ピストン、カール・ラッグルズなどの現代的な作品を取り入れた。
代表作には1949年に初演された『アルト・サクソフォーンと吹奏楽のための協奏曲』や遺作の『ヴァイオリンとオーケストラのための悲歌協奏曲』などがある。作風には新古典主義音楽の要素が見受けられる。
教え子には指揮者のマイケル・ティルソン・トーマスや作曲家のモートン・ローリゼンらがいる。
両性愛者であった。16歳のときに画家の Eduard Bargheer と関係をもった。アメリカに渡ったのち Etta Gornick Linick と結婚。妻のエッタは彼の性的指向を受け入れ、秘密が漏れないよう夫の活動を助けたという。

## 作品

### 管弦楽曲
- 2台のクラリネットとオーケストラのための協奏交響曲（1952年）
- サンタバーバラの塔（1955年、1960年改訂）
- アリア・シンフォニカ（1965年、1968年改訂）
- ヴァイオリンとオーケストラのための悲歌協奏曲（1970年）

### 吹奏楽曲
- サクソフォーン協奏曲（1948年）
- シンフォニエッタ（1961年）

### 室内楽曲
- アレグロとアリオーソ〜木管五重奏のための（1943年）
- ディヴェルティメント〜ヴィオラとピアノのための（1948年）
- ピアノ四重奏曲（1957年、1959年・1961年改訂）
- セレナーデ〜4台のフルートのための（1960年）
- トリオ〜ピアノ・ヴァイオリン・チェロのための（1962年）
- デュエッティーノ・コンチェルタンテ〜フルートとパーカッションのための（1966年）
- 5つのデュエット〜2台のクラリネットのための（1970年）
- ソナタ・ダ・カメラ〜クラリネットとピアノのための（1970年）

### ピアノ曲
- ソナタ・セリア（1953年）
- ソナタ・パストラーレ（1959年）

## 文献
- Dorothy Lamb Crawford, Evenings On and Off the Roof (1995)
- Dorothy Lamb Crawford, A Windfall of Musicians: Hitler's Émigrés and Exiles in Southern California (New Haven: Yale University Press, 2009)
- Anthony Linick, The Lives of Ingolf Dahl (Bloomington, IN: AuthorHouse, 2008)
- Halsey Stevens, "In Memoriam: Ingolf Dahl (1912-1970)" in Perspectives of New Music, vol. 9, no. 1 (Autumn 1970), 147-148
- Steve Schwartz, review of "Defining Dahl: The Music of Ingolf Dahl," available on ClassicalNet: Review, accessed June 10, 2010
- Michael Tilson Thomas, "Ingolf Dahl, 1912-1970," in Los Angeles Times, September 20, 1970